# Język punu
Język punu – język z rodziny bantu, używany w Gabonie i Kongu. W 1977 roku liczba mówiących wynosiła ok. 46 tysięcy.